# Fort de São Cristóvão
Le fort de São Cristóvão est un fort portugais qui se situait sur la rive droite du rio Sergipe (pt), sur le littoral de l’État du Sergipe, au Brésil.